# Hoplitis antennata
Hoplitis antennata là một loài Hymenoptera trong họ Megachilidae. Loài này được Morawitz mô tả khoa học năm 1876.